# Macaos lagstiftande församling
Macaos lagstiftande församling (kinesiska 立法會 lìfǎ huì; portugisiska Assembleia Legislativa) är Macaos lokala parlament som stiftar lagar i den speciell administrativa regionen.
Beslutet att grunda den nuvarande församlingen fattades av Kinas president år 1993.
Enligt Macaos baslag har församlingen bl.a. följande funktioner: stifta lagar, granska regionens regering och debattera de offentliga frågorna.
Parlamentet består av 33 representanter. Istället för den traditionella höger–vänster-skalan delas partierna mellan dem som är för Peking och dem som är för demokratin. Av de 33 representanterna väljs 14 med direkta val och 12 representerar facket och olika icke-politiska intressegrupper. Sju nomineras av Macaos Chief Executive..
Parlamentariskt arbete sker i sju kommittéer.